# John C. Box
John Calvin Box, född 28 mars 1871 i Houston County i Texas, död 17 maj 1941 i Jacksonville i Texas, var en amerikansk politiker (demokrat). Han var ledamot av USA:s representanthus 1919–1931.
Box tillträdde 1919 som kongressledamot och efterträddes 1931 av Martin Dies Jr.
Box grav finns på City Cemetery i Jacksonville i Texas.